# Colégio Rio Branco (Campinas)
O Colégio Rio Branco é uma tradicional escola particular da cidade de Campinas fundada em 1863.

## História
O colégio foi fundado em abril de 1863,  com o nome "Deutsche Schule" (Escola Alemã), por imigrantes alemães estabelecidos na cidade de Campinas. Nessa época, a escola ficava no centro da cidade, na rua Visconde do Rio Branco, contando com uma única sala de aula.
Inicialmente as aulas eram ministradas exclusivamente em alemão, por professores vindos da Alemanha, entre eles o Pastor Johann Jacob Zink, que viera para o Brasil em 1869, para atender aos colonos alemães das fazendas de café da região de Limeira, Americana e Rio Claro, estabelecendo-se primeiramente em Rio Claro, onde fundou uma escola e uma igreja, depois em Vinhedo e, em 1891, em Campinas. Zink decidiu um ano depois, abrir sua própria escola, a "Neue Deutsche Schule", na rua José de Alencar, ligada à comunidade luterana de Campinas, e em 1931, a nova escola foi incorporada pela Deutsche Schule, passando a ser administrada, sucessivamente, por Carlos Cristóvão Zink e Ernesto Manuel Zink, respectivamente filho e neto de Johann.
Em 1938, durante o Estado Novo, uma lei federal exigiu a nacionalização das instituições, e a sociedade mantenedora da escola passou a se chamar "Sociedade de Instrução e Leitura" - SIL, pois inicialmente o objetivo era criar um Clube de Leitura, A escola passou então a se chamar Escola Rio Branco, simplesmente em função do nome da rua em que se localizava. Quando o Brasil entrou na Segunda Guerra Mundial, em 1943, todas as instituições que não haviam se nacionalizado foram encampadas pelo governo.
Em 1973, a SIL adquiriu o terreno da Chácara Santa Isabel, e em 1975 a escola mudou de endereço para o distrito de Barão Geraldo, onde se encontra até hoje, contando atualmente com uma biblioteca com cerca de 25.000 livros, teatro, sala de robótica, brinquedoteca, quadras cobertas, laboratório de física, química e biologia, sala de informática, e laboratório de línguas com o ensino do alemão, inglês e espanhol.